# 開原西駅
開原西駅（かいげんにしえき）とは、中華人民共和国遼寧省鉄嶺市開原市に位置する哈大旅客専用線の駅。

## 歴史
- 2012年12月1日　開業。

## 隣の駅
中華人民共和国鉄道部
哈大旅客専用線
昌図西駅 - 開原西駅 - 鉄嶺西駅
座標: 北緯42度32分51秒 東経123度54分44秒 / 北緯42.54744度 東経123.91211度